# 西班牙鱂
西班牙鱂，為輻鰭魚綱鯉齒目鯉齒亞目瓦倫鳉科的其中一種，被IUCN列為極危保育類動物，為溫帶淡水魚，分布於歐洲西班牙地中海沿岸淡水流域，體長可達8公分，棲息在植被生長的水塘、沼澤，以無脊椎動物為食，因受環境污染、開發而導致物種減少，可作為觀賞魚。